# Джамме, Яйя
Яйя Абдул-Азиз Джамус Джункунг Джамме (англ. Yahya Abdul-Azziz Jemus Junkung Jammeh, род. 25 мая 1965, Канилаи, Гамбия) — гамбийский военный, государственный и политический деятель, президент Гамбии (1996—2017), полковник в отставке. Избирался президентом на выборах 2001, 2006 и 2011 годов.

## Биография

### Армейская карьера
Яйя Джамме родился 25 мая 1965 года в деревне Канилаи на юго-западе Гамбии.
В семь лет пошёл в начальную школу в родной деревне (англ. Kanilai Primary School), где учился в течение шести лет. После учился в начальной школе Св. Эдварда (англ. Saint Edwards Primary School) в Бвиаме и в средней школе Гамбии (англ. Gambia High School) в Банджуле. В 1983 году в 18 лет получил свидетельство о среднем образовании (англ. GCE 0' Level) с поощрениями по географии, английскому языку, французскому языку, биологии и физике.

### Военная карьера
Через год после школы отправился служить в национальную жандармерию Гамбии и до 1986 года служил в Special Intervention Unit. В 1986 получил звание сержанта, а в 1987 — лейтенанта. С 1986 по 1989 год Джамме — инструктор в тренировочной школе жандармерии. В 1989 году его назначили ответственным за президентский эскорт в президентской гвардии, в должности которого он оставался до 1990 года.
Период с августа 1991 года по июль 1994 — пик военной карьеры Джамме. В 1991 году Яйя Джамме стал командующим в мобильной жандармерии, а в следующим году был произведён в лейтенанты и назначен командующим военной полиции в составе национальной армии Гамбии до 22 июля 1994 года. Проходил военную подготовку в США, учился в Military Police Officers Basic Course (MPOBC) в Форт-Макклелане в штате Алабама и в 1994 году получил диплом по военному делу.
Особыми страницами его биографии было руководство службой охраны нескольких мероприятий международного уровня, проходивших в Гамбии — встреч на высшем уровне глав государств-членов ЭКОВАС, Мирной конференции по Либерии, визита Папы Римского и т. д. Любимой и основной специальностью его молодости была VIP-охрана.
В 1993—1994 годах Джамме учился в школе военной полиции (англ. Military Police Officers Basic Course) в Форт-Макклелан (Fort McClellan) штата Алабама США. В 1993 году он получил звание почётного гражданина штата Джорджия, а в 1994 — звание почетного лейтенанта Алабамы. В том же году получил диплом военных наук.

### Во главе государства
22 июля 1994 года 29-летний лейтенант Яйя Джамме возглавил бескровный военный переворот, организованный небольшой группой из пяти молодых лейтенантов в возрасте от 25 до 30 лет, свергнув президента Дауда Кайраба Джавара, правившего страной с момента обретения ею независимости в 1965 году. Джамме стал председателем Временного Правящего Совета. В том же году он был произведён в капитаны.
26 сентября 1996 года в стране состоялись президентские выборы, победу на которых одержал Яйя Джамме, набравший 55,77 % голосов. В том же году он был произведён в полковники и уволился из вооружённых сил.
На следующих президентских выборах, прошедших 18 октября 2001 года, он был переизбран, набрав 52,84 % голосов. Яйя Джамме вошел в Книгу рекордов Гиннесса как самый молодой президент в мире.
На встрече с народом в 2003 году Джамме заявил: «Молодёжь, которая играет в футбол в сезон дождей, и отказывается работать на страну, будет сидеть в тюрьме». Поводом для этого стала информация, что в сезон дождей, вместо поднятия благосостояния страны, молодое население играет в футбол.
На президентских выборах, прошедших 22 сентября 2006 года, Джамме набрал 67,33 % голосов избирателей. Он по-прежнему считался самым юным главой государства.

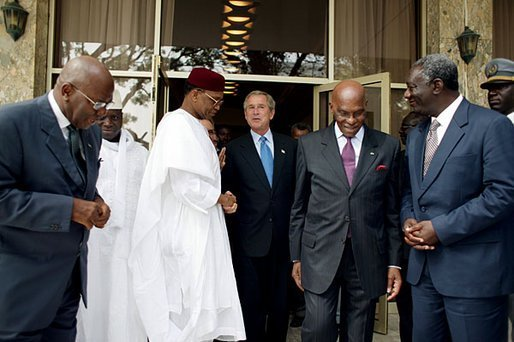
На встрече президента США Джорджа Буша с лидерами государств Западной Африки с демократической формой правления в Президентском дворце (Дакар, Сенегал, 8 июля 2003 года)

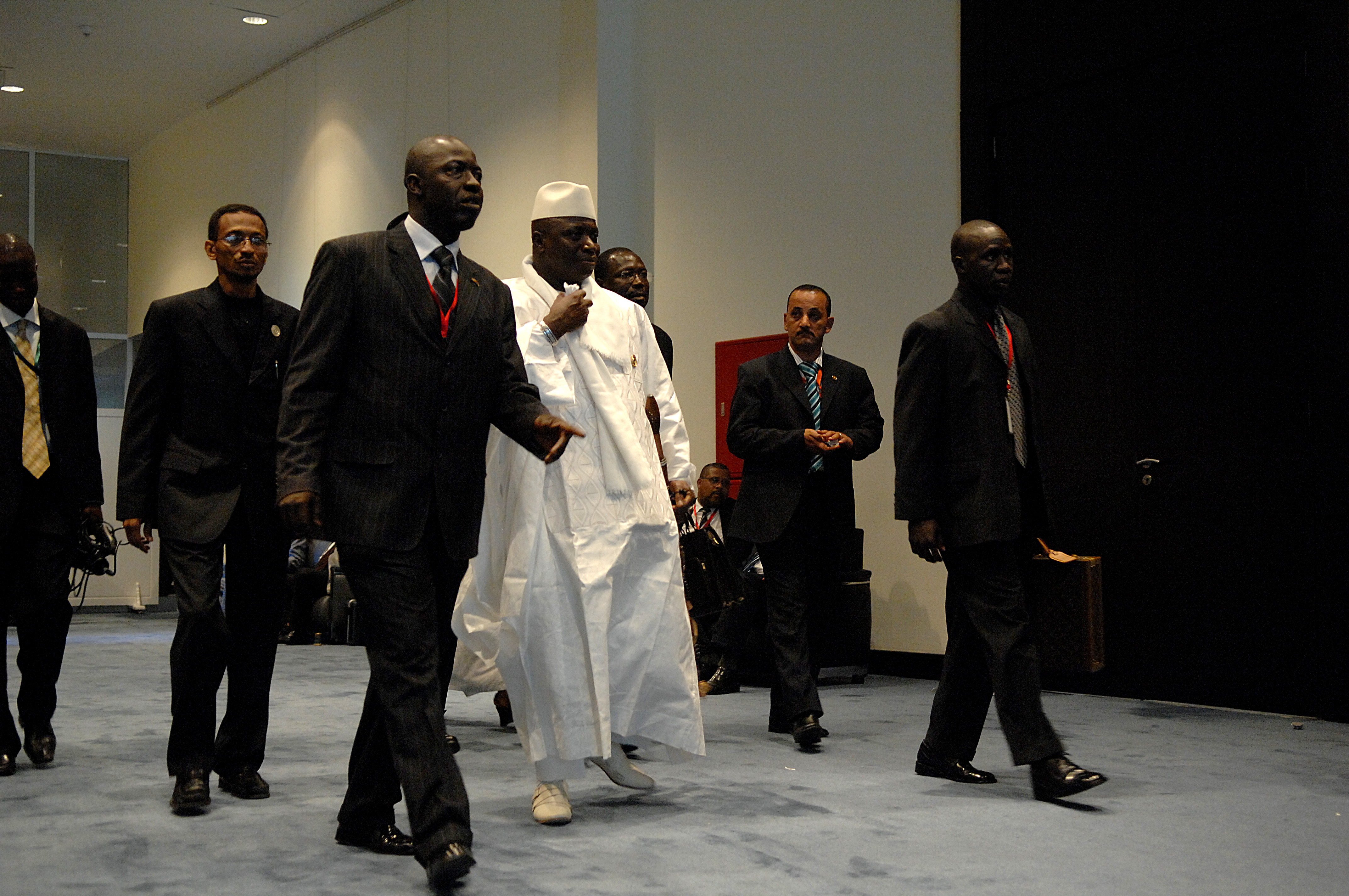
В окружении охраны на 11-м саммите Африканского союза (Шарм-эш-Шейх, Египет, 30 июня 2008 года)

Тучный президент позиционировал себя как убежденного мусульманина со сверхъестественными способностями лечить людей от СПИДа и бесплодия, а гомосексуальность называл угрозой человеческому существованию.
В начале 2009 года скончалась тётя президента, в смерти которой Яйя Джамме обвинил колдунов. Начиная с этого времени в стране по сути началась «охота на ведьм». По данным международной правозащитной организации Amnesty International до тысячи человек стали жертвами похищений в рамках кампании «охоты на ведьм»; они содержались в тайных центрах и их заставляли пить одурманивающие снадобья. По словам очевидцев, в этой облаве принимали участие полицейские, военные и сотрудники разведки и личной охраны президента, а среди похищенных преобладают старики. У некоторых из людей, которым приходилось пить зелье, впоследствии появились проблемы с почками, а двое из них умерли. «Военизированная полиция, вооруженная автоматами и лопатами, окружила нашу деревню и стала угрожать жителям, что все, кто попытается бежать, будет закопан в могилу», — рассказал очевидец облавы в деревне Синтет. От задержанных требовали сознаться в колдовстве, некоторых жестоко избивали, почти до смерти. При этом сам Джамме утверждал, что обладает сверхъестественными способностями и даже заявлял, что нашел лекарство от СПИДа и астмы, которые он предлагал лечить отварами из трав. Ранее во всех бедах президент пытался обвинить гомосексуалов и обещал убить всех оставшихся в стране геев.
В отношении же правозащитников Яйя Джамме осенью того же года в интервью государственному телеканалу заявил, что готов убить любого, кто желает «дестабилизации положения в Гамбии»:
Если вы связаны с какой-нибудь правозащитной группой, будьте уверены в том, что вам не гарантирована безопасность. Мы готовы убивать вредителей… Если вы думаете, что можете сотрудничать с так называемыми защитниками прав человека и вам это сойдёт с рук, значит, вы живёте в своём собственном придуманном мире. Я вас убью, так что ничего из этого не выйдет.
Международная правозащитная группа «Репортеры без границ» утверждает, что власти Гамбии не терпят критику ни в какой форме, преследуют, запугивают и безосновательно задерживают журналистов, «не поющих дифирамбы правительству».
8 ноября 2010 года изъявил желание стать королём своей страны. Обеспечить грядущей коронации поддержку среди населения было поручено племенным лидерам Гамбии. После этого официальный титул главы государства звучал как «Его превосходительство президент шейх профессор аль-хаджи доктор Яйя Джамме», что напоминает громкие титулы самых одиозных африканских диктаторов — Иди Амина, Масиаса Нгемы Бийого, Мобуту Сесе Секо.
Джамме побеждал на четырёх формально многопартийных выборах. После победы в 2011 году Экономическое сообщество стран Западной Африки отказалось признать итоги выборов. В своем заявлении сообщество отметило, что избиратели и оппозиция в ходе предвыборной кампании и самих выборов получали угрозы и подвергались репрессиям. Это существенно подорвало доверие соседей к Джамме. В интервью BBC он сказал, что не боится повторить судьбу убитого ливийского лидера Муаммара Каддафи или свергнутого президента Египта Хосни Мубарака. «Моя судьба — в руках всесильного Аллаха. Я останусь с народом Гамбии. Если мне придется править миллиард лет, если на то будет воля Аллаха — значит, так тому и быть». Тогда же Джамме отметил, что его не беспокоит резкая критика со стороны правозащитников.
В 2013 году он принял решение о выходе страны из британского Содружества наций, которое призывало Гамбию провести реформы. Многие расценили это как признак дальнейшей самоизоляции страны.
В середине января 2013 года Джамме принял решение об установлении четырёхдневной рабочей недели, объявив пятницу днём молитв и выходным днем вместе с субботой и воскресеньем:
Возвращайтесь к земле и выращивайте то, что едите, чтобы быть здоровой и богатой нацией.
В августе того же года в праздничной речи в честь Курбан-Байрама Джамме объявил, что приговоры в отношении всех заключенных, осужденных на смертную казнь, будут немедленно приведены в исполнение: «Мое правительство не позволит преступникам жить за счет 99 % населения». Таким образом был отменен мораторий на смертную казнь, действовавший в Гамбии 27 лет. Были казнены девять человек, в том числе Алье Ба — бывший лейтенант гамбийской армии, арестованный в 1997 году за подготовку государственного переворота против Джамме. Впоследствии президент согласился восстановить мораторий под давлением Евросоюза и Африканского союза.
Джамме, сам в 1994 году пришедший к власти в результате военного переворота, пережил несколько попыток свергнуть его режим. В организации этих попыток он в некоторых случаях обвинял Великобританию и США.
Так, 30 декабря 2014 года мятежники под командованием подполковника Ламина Саннеха, проникшие в Гамбию из соседнего Сенегала, атаковали президентский дворец. Джамме сбежал из страны и находился, по разным данным, либо во Франции, либо в Дубае. Но, поскольку мятежникам не удалось установить контроль над занятыми объектами, переворот провалился, и на следующий день Джамме вернулся в Гамбию.
С 2015 года титул Джамме звучал как «Его Превосходительство профессор аль-хаджи доктор Яхья Джамме Бабили Манса». Последние два слова можно перевести как «главный строитель мостов» или «покоритель рек».

### Потеря власти
Очередные президентские выборы в Гамбии прошли 1 декабря 2016 года. 51-летний соперник действующего президента Адама Бэрроу набрал 45,5 % голосов, а действующий глава государства — 36,7 %. Однако 10 декабря Яйя Джамме не признал результаты выборов: «После тщательного расследования я решил, что отклоняю результаты недавних выборов. Я огорчён серьёзными и неприемлемыми нарушениями, о которых сообщалось в ходе электорального процесса». Поражение Джамме стало для всех большой неожиданностью — ведь в его распоряжении были спецслужбы, считавшиеся чуть ли не самыми страшными во всей Африке. Жители страны даже боялись сказать о президенте плохое слово.
21 декабря Джамме вновь подтвердил, что отказывается покинуть пост главы государства. «Я не трус. Мои права нельзя нарушить. Такова моя позиция. Никто не может лишить меня победы, кроме Аллаха. Я не уйду со своего поста». В январе 2017 года, за сутки до истечения своих полномочий, он объявил в стране на 90 дней режим чрезвычайного положения. Джамме заявил, что это необходимо для того, чтобы не допустить вакуума власти, пока суд рассматривает его заявление относительно итогов выборов.
Тем временем Адама Бэрроу был приведён к присяге в качестве президента Гамбии в посольстве Гамбии в Дакаре 19 января 2017 года. Несколько часов спустя войска Сенегала и Нигерии вторглись на территорию Гамбии, но позже контингент ЭКОВАС приостановил военную операцию, чтобы дать Джамме шанс на мирную передачу власти избранному президенту Адаме Барроу.
Однако Джамме снова отказался уйти. Срок был продлён ещё на четыре часа, но он его проигнорировал. Президент Мавритании Мохамед Абдель-Азиз, президент Гвинеи Альфа Конде и специальный представитель от ООН Мохаммед Ибн Чамбас пытались уговорить его уйти в отставку. Министр обороны страны Усман Баджие заявил, что армия Гамбии не будет воевать с ЭКОВАС.
21 января в заявлении, показанном по местному телевидению, Джамме сказал, что в Гамбии не должно быть пролито ни капли крови. Затем он сел в самолёт и улетел в столицу Гвинеи Конакри. В итоге убежище бывшему президенту предоставила Экваториальная Гвинея.

## Семья
С 1994 года был женат на Тути Фаал.
В 1998 году он развелся с ней, и женился затем сразу на двух женщинах, хотя в его биографии на официальном сайте упоминалась только Зинеб Яхья Джамме (урождённая Сума, род. 5 октября 1977 года, Рабат, Марокко), которой формально и принадлежал титул первой леди. По данным независимой гамбийской газеты Point, вторая жена, Алима Саллах, у него появилась в 2010 году. Но администрация президента выпустила инструкцию, согласно которой эту его жену называть первой леди нельзя (при этом в ЮАР, все четыре жены президента Джейкоба Зумы считаются первыми леди).
Есть дочь Марьям (2000) и сын Мухаммед Яйя (2007).

## Награды, звания, почести
- Великий Командор Ордена Аль-Фатх (Ливия, 1995)[6]
- Order of the Brilliant Jade (Тайвань, 1996)[6]
- «Панафриканская гуманитарная премия 1997»[6]
- Почётный гражданин штата Джорджия (1993)[6]

В 1997 году Биографический институт Северной Каролины выдвинул Яйя Джамме на соискание звания «Гражданина года», которым Джамме и стал в 1998 году. В сентябре этого же года он стал почётным Адмиралом штата Алабама. В 1999 году получил степень доктора юридических наук в Канаде, и в этом же году внесён в британский список выдающихся людей тясячелетия, составленный Международным биографическим институтом Кембриджа. Яйя Джамме регулярно получал награды от Муаммара Каддафи, отмечен государственными наградами Китая, Сенегала, Либерии и др.
25 февраля 2015 Центральный банк Гамбии выпустил обращение новую серию банкнот, на каждой из которых был изображён действующий президент.